# Meruelo
Meruelo è un comune spagnolo di 1 652 abitanti situato nella comunità autonoma della Cantabria, comarca di Trasmiera.
Posto al centro della comarca, attraversato dal fiume Campiazo, si trova in una posizione strategica di passaggio a metà strada fra la baia di Santander e l'estuario del fiume Asón. Questa strada esisteva anche al tempo dei Romani ed univa i porti delle coste di Cantabria.
Il comune è costituito da tre nuclei abitati: San Bartolomé de Meruelo, San Mamés de Maruelo e San Miguel de Maruelo, che è il capoluogo e dista 41.2km da Santander, capitale della Cantabria. Come per gli altri comuni di Trasmiera anche a Meruelo il settore più importante della sua economia è quello dei servizi che occupa il 47% della popolazione attiva, seguito dal settore dell'edilizia 21.9%, mentre nell'agropastorale è occupato il 18.2% e nell'industria l'11.9 %. Alto è il tasso di occupazione e quasi nullo quello di disoccupazione. L'andamento demografico presenta a partire dal 1900 al 1940 una crescita notevole passando dagli 849 abitanti d'inizio secolo ai 1,486 nel 1940; nel quarantennio successivo si ebbe un decremento che portò a 833 il numero degli abitanti nel 1980, che poi crebbero nuovamente fino al valore di 1,652 di abitanti nel 2009. L'età media della popolazione è di 39 anni, indice di una prevalenza di giovani e adulti sugli anziani e i vecchi.

## Storia
Non esistono siti archeologici preistorici nel territorio comunale, ma da quanto emerge da quelli dei comuni vicini si può affermare che la presenza umana nella zona risale al paleolitico.
La prima documentazione scritta dell'esistenza di Meruelo risale al 1095. Nel Becerro de Behetria raccolta del 1361 di atti relativi ai diritti e doveri delle varie località risulta che sulla valle di Meruelo esercitavano signorie Pedro Gonzalez de Aguero, i nipoti di Martin Muñoz de Castillo, il re e l'Abadia di Santa Maria del Puerto che poi dipese da Santa Maria Real de Najera; anche l'Ordine di San Juan ebbe poteri sulla valle. I tre paesi che compongono oggi il municipio di Meruelo fecero parte della Junta de siete Villas della Merindad de Trasmiera (merindad è un distretto amministrativo), già esistente nel IX secolo che durò fino al 1835. Agli inizi del XVI secolo Meruelo fu integrata dai Re Cattolici nel Corregimiento de las cuatro Villas de la Costa de la Mar (Corregimiento era un insieme di paesi del regime di realengo cioè di dipendenza diretta dal re che esercitava il loro governo per mezzo del cosiddetto corregidor di sua nomina, mentre il potere amministrativo era dei consigli popolari eletti dalla popolazione in ogni paese).
Come in tutta la comarca di Trasmiera a Meruelo esistevano famiglie di artigiani scalpellini, pittori, scultori, fonditori di campane, costruttori di retablos, cioè di grandi pale d'altare in cui ci sono insieme sculture e dipinti (ne esistono esemplari anche in diverse chiese della Sardegna per evidente influenza spagnola). Questi artigiani erano noti e operarono in tutta la Spagna.
Nel 1822 la Junta de siete villas si divise in quattro parti, una delle quali fu Meruelo, che divenne in comune costituzionale nei confini attuali dipendente dal partido judicial cioè dal distretto giudiziale prima di Liérganes, poi di Entrambasaguas, infine nel 1885 in quello di Santoña, nel quale è tuttora.

## Monumenti e luoghi d'interesse
Di un certo interesse sono le Chiese parrocchiali del XVII secolo dei tre paesi di San Miguel, San Bartolomé, San Mamés, il Santuario de N.tra S.ra de Remedios del 1629, la Ermita de Santa Rosa del XVIII secolo, l'Humilladero de la Vera Cruz a San Bartolomé del 1621-22 (l'Humilladero è un grande crocifisso posto su un basamento all'ingresso di un paese, all'aperto o all'interno di un oratorio come in questo caso).
Interessanti sono pure la Casona de Meruelo del XVII secolo a San Mamés, il Ponte gotico sul fiume Campiazo del XVII secolo e la serie di Molinos idraulici sullo stesso fiume, esempi di architettura preindustriale dei secoli XVI - XVII, alcuni dei quali fornivano energia a ferriere del XVII secolo.

## Feste
Le feste di Meruelo sono il primo sabato di giugno a San Miguel, il 7 agosto a San Mamés, il 24 agosto a San Miguel e il 29 settembre ancora a San Miguel.